# Theme from "S.W.A.T."
Theme from "S.W.A.T." é uma canção instrumental escrita por Barry De Vorzon e interpretada pela banda norte-americana Rhythm Heritage, lançada em seu álbum de estréia Disco-Fied. A canção chegou a número um na parada de singles Billboard Hot 100 nos Estados Unidos em 28 de fevereiro de 1976.
Como o título indica, a música foi tema de abertura da série de televisão americana S.W.A.T., embora seja uma gravação visivelmente diferente do que a versão atual. O tema também foi referenciado por personagens do filme de 2003 de mesmo nome.

## Coverse usos emsamples
No Canadá, a versão disco de THP Orchestra alcançou o número um na parada pop RPM no mesmo ano que a versão dos EUA.
Em 1987, o rapper e ator LL Cool J usou parte da canção para seu single "I'm Bad" de seu álbum Bigger and Deffer. Coincidentemente, LL Cool J também estrelou a versão cinematográfica de S.W.A.T. em 2003.